# Защита Чубакки

Кокран использует «Защиту Чубакки»

Защита Чубакки (англ. Chewbacca defense) — вымышленная стратегия судебной защиты, которая использовалась адвокатом Джонни Кокраном в эпизоде сатирического сериала «Южный парк» «Шефская помощь». Смысл и аргументация этого вида защиты заключается в попытке увести дискуссию в зале суда в сторону обсуждения вопросов совершенно отвлечённых и не имеющих отношения к делу, чем поставить присяжных в недоумение. «Защита Чубакки» является пародией на заключительный аргумент Кокрана в деле О. Джей Симпсона.

## Содержание

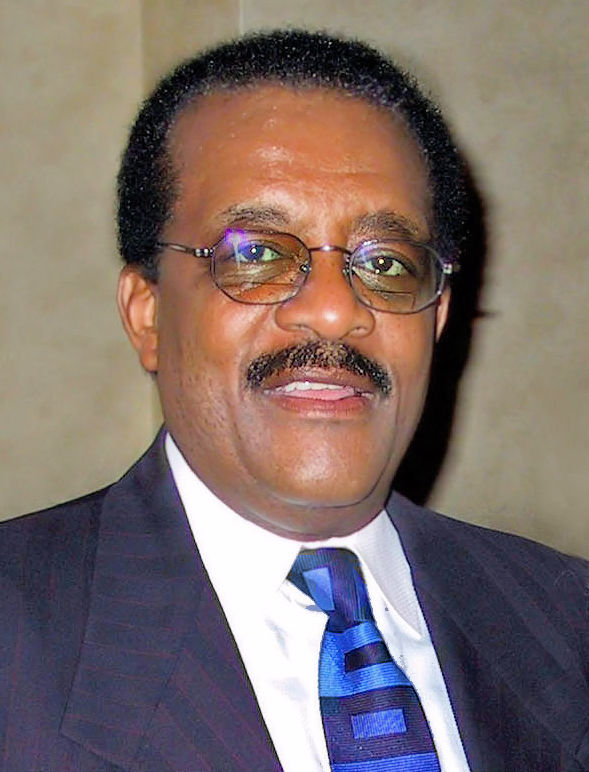
Джонни Кокран (1937—2005)

В эпизоде «Шефская помощь» Шеф, услышав песню (вымышленную) Аланис Мориссетт «Вонючие штаны» (англ. Stinky Britches), понимает, что это копия с его песни, написанной много лет назад. Шеф отправляется к звукозаписывающей компании и требует указать его имя в списке авторов хита, однако те в ответ сами подают на него в суд за вымогательство и нанимают Кокрана. Тот использует свою «знаменитую» (по словам Стэна, она использовалась им в деле О. Джей Симпсона) защиту Чубакки.
Кокран: [демонстрируя присяжным плакат с изображением Чубакки] Леди и Джентльмены, это Чубакка.
Чубакка — это вуки с планеты Кашиик, но Чубакка живёт на планете Эндор. Подумайте об этом, в этом нет смысла!
С чего бы вуки ростом два с половиной метра жить в Эндоре с 60-сантиметровыми эвоками? В этом нет смысла!

Но что ещё более важно, вы должны спросить себя, а при чём тут данное дело? Да ни при чём, леди и джентльмены, это не имеет никакого отношения к данному делу. В этом нет никакого смысла!

Взгляните на меня, я адвокат, защищающий крупную звукозаписывающую компанию, и я веду речь о Чубакке. Какой в этом смысл? Леди и джентльмены, я несу бессмыслицу, во всём этом вообще нет смысла!

Итак, запомните, когда вы, сидя в этой комнате, взвешиваете и сопрягаете Декларацию независимости, есть ли в этом смысл? Нет, в этом нет смысла!

Итак, леди и джентльмены, если Чубакка живёт на Эндоре, вы обязаны вынести оправдательный приговор. Спасибо, ваша честь, я закончил.

В заключительном слове в деле О. Джей Симпсона защищавший его адвокат Кокран апеллировал к присяжным со словами: «Если это не подходит, вы должны вынести оправдательный приговор», имея в виду демонстрацию в зале суда, на которой Симпсон не смог надеть пару окровавленных кожаных перчаток, найденных на месте убийства, поверх медицинских перчаток, которые были на нем. Авторство данной фразы приписывается к Джеральду Уэлмену, входвишему в команду защиты Симпсона, которую он упоминает в служебной записке Кокрану от 28 июня 1995 года. В служебной записке Уэлмен отметил, что эта фраза относилась не только к перчаткам, но и ко всем косвенным доказательствам, представленным обвинением.

## Известность
Информационное агентство Ассошиэйтед Пресс назвало «Защиту Чубакки» одной из причин, благодаря которым Кокран стал заметной фигурой в поп-культуре.
Выражение «Защита Чубакки» вскоре после своего появления стало расхожим. К примеру, его использовал в статье об исследованиях ДНК криминалист Томас О’Коннор, описывая ситуацию, когда при наличии доказательств наличия ДНК обвиняемого в образцах единственной стратегией защиты в таком случае становится «Защита Чубакки» — обвинить криминалистическую лабораторию в отсутствии профессионализма или контроля проведения анализов, чтобы сбить с толку присяжных, демонстрируя, насколько сложны и запутаны доказательства или оценки вероятности другой стороны.. Политический аналитик Эллис Уинер написал статью, в которой сравнивал критику Динешем Д’Сузой избрания спикером Палаты представителей США Нэнси Пелози с защитой Чубакки; в статье он охарактеризовал «защиту Чубакки» как «кто-то доказывает свою точку зрения с помощью утверждений настолько абсурдных, что сознание слушателя отключается».
Кроме того, юрист Эрин Кеннеалли написал статью, в которой сделал попытку показать возможность опровержения «защиты Чубакки» с научной точки зрения. Эти исследования были представлены Кеннеалли вместе с его коллегой, Анджали Свинтон, на съезде Американской академии юридических наук в 2005 году.